# Robert Altmann
Robert Altmann, avstrijski general, * 21. oktober 1856, † 13. november 1916.

## Pregled vojaške kariere
Napredovanja
- generalmajor: 1. maj 1906 (z dnem 11. majem 1906)
- podmaršal: 1. november 1910 (retroaktivno z dnem 27. oktobrom 1910)